# Top 12 de la URBA
El Top 12 o Torneo Superior de la URBA es la denominación del torneo regional de la categoría superior de rugby 15 masculino de clubes organizado por la Unión de Rugby de Buenos Aires (URBA), que se realiza anualmente desde 1899, siendo el más antiguo de América y uno de los más antiguos del mundo. Es disputado por los doce mejores equipos de la URBA. Por excepción y como consecuencia del impacto de la pandemia de COVID-19, la temporada 2022 contó con trece equipos y ha sido denominada Top 13. La URBA no organiza un campeonato femenino de rugby 15, pero desde 2013 organiza tres torneos femeninos en modalidades de doce, diez y siete jugadoras (seven).
La URBA surgió en diciembre de 1995, como consecuencia de la reorganización institucional y regional del rugby argentino. Está integrada por clubes pertenecientes a y ubicados en distintas partes de: la Ciudad Autónoma de Buenos Aires, el área metropolitana (AMBA) y un club de la ciudad de Rosario (Provincia de Santa Fe). Mediante un sistema de categorías con ascensos y descensos, los mejores equipos alcanzan la categoría superior. El torneo se ha denominado Campeonato de División Superior, Torneo Superior de la URBA, Top 14 y Top 12, según la época y la cantidad de equipos que conformaban la categoría superior. Hasta 1997 se organizó mediante un sistema de todos contra todos y desde el torneo de 1998 incluyó una segunda etapa eliminatoria con semifinales y final.
En 1993 las distintas uniones regionales de rugby argentinas y la Unión Argentina de Rugby (UAR), comenzaron a organizar un Torneo Nacional de Clubes de rugby 15 masculino, que debido al impacto de la pandemia de COVID, quedó suspendido en 2020 y 2021 y ha vuelto a ser organizado desde 2022. La cantidad de equipos de la URBA que participan en dicho torneo nacional es aproximadamente la mitad y la clasificación al mismo está determinada por la posición alcanzada en su torneo superior.

## Historia
El 10 de abril de 1899, se reunieron los clubes Buenos Aires FC, Belgrano AC, Lomas AC del Gran Buenos Aires, y Atlético de Rosario de su ciudad homónima, en la Provincia de Santa Fe para la inauguración de la River Plate Rugby Union, que organizó ese mismo año el primer torneo de rugby en Argentina, The River Plate Rugby Championship. La River Plate Rugby Union se convirtió en la Unión Argentina de Rugby (UAR) que continuó organizando el campeonato anualmente en adelante, hasta 1995.
En diciembre de 1995 se produjo una reestructuración institucional y regional de la UAR, que llevó a la creación de la Unión de Rugby de Buenos Aires (URBA), integrada por equipos de diversas ciudades del este de la Provincia de Buenos Aires, de la Ciudad de Buenos Aires y un equipo de la ciudad de Rosario (Provincia de Santa Fe). La URBA organiza el torneo desde la temporada 1996.
En 2001 el torneo máximo de la URBA se realizó entre catorce equipos que disputaron entre sí un partido. Desde 2002 se incorporó un segunda etapa eliminatoria con semifinales y final. En 2008 se llamó «Top 14» a la segunda fase del Grupo I de la URBA. En 2010 se estableció el formato actual, con una fase previa antes de las semifinales.
A partir de la temporada 2017 el torneo pasó a ser un «top 12» que se disputó con el sistema de todos contra todos a dos ruedas y con una definición de semifinales y final con lo que abarcó un total de 24 semanas con 22 de fase regular.
Excepcionalmente, en la temporada 2022 el torneo incluyó trece equipos y se denominó «Top 13», con un solo ascenso y dos descensos de modo que en 2023 el torneo volvió a incluir a doce equipos como en 2021.

## Clasificación y ascensos
La URBA establece un sistema piramidal de categorías, en cuyo tope está la categoría «Top 12». Por debajo del Top 12 está la categoría «Primera», que a su vez tiene tres escalones: «Primera A», «Primera B» y «Primera C». Debajo de la Primera, con sus tres subcategorías, están la «Segunda», la «Tercera» y por último en la base la categoría «Desarrollo». Los equipos ascienden y descienden anualmente de categoría siguiendo ese orden jerárquico, de acuerdo a los resultados obtenidos en cada torneo anual. En 2021, la URBA tenía 90 equipos de máximo nivel en cada club compitiendo en todo el sistema de categorías.

## Sistema de competición
El torneo incluye a los mejores equipos de los clubes afiliados a la URBA, es decir, de la Ciudad de Buenos Aires, el Gran Buenos Aires, algunas localidades del resto de la Provincia de Buenos Aires, y Atlético de Rosario de la ciudad de Rosario, Provincia de Santa Fe.
La primera etapa tiene un formato de todos contra todos en dos rondas, siendo cada equipo local y visitante por partes iguales. Al finalizar la primera etapa los cuatro mejores clasifican para semifinales. A su vez, los ganadores de cada seminfinal juegan la final donde el ganador se consagra campeón de la primera división de la Unión de Rugby de Buenos Aires.
Los mejores siete equipos de la URBA accederán directamente al Torneo Nacional de Clubes, junto a nueve equipos de las demás uniones de rugby del país.

## Participantes
Participan del Top 12 de la URBA 2023.
| Equipo                                    | Localidad (Cancha) | Partido             | Distrito subnacional      |
| ----------------------------------------- | ------------------ | ------------------- | ------------------------- |
| Alumni                                    | Tortuguitas        | Malvinas Argentinas | Provincia de Buenos Aires |
| Atlético de Rosario                       | Plaza Jewell       | Rosario             | Provincia de Santa Fe     |
| Belgrano Athletic Club                    | Buenos Aires       |                     | CABA                      |
| Buenos Aires CRC                          | Victoria           | San Fernando        | Provincia de Buenos Aires |
| Club Atlético de San Isidro (CASI)        | San Isidro         | San Isidro          | Provincia de Buenos Aires |
| Club Universitario de Buenos Aires (CUBA) | Villa de Mayo      | Malvinas Argentinas | Provincia de Buenos Aires |
| Hindú                                     | Don Torcuato       | Tigre               | Provincia de Buenos Aires |
| La Plata                                  | Manuel Gonnet      | La Plata            | Provincia de Buenos Aires |
| Newman                                    | Benavídez          | Tigre               | Provincia de Buenos Aires |
| Pucará                                    | Burzaco            | Almirante Brown     | Provincia de Buenos Aires |
| San Isidro Club (SIC)                     | Boulogne           | San Isidro          | Provincia de Buenos Aires |
| San Luis                                  | La Cumbre          | La Plata            | Provincia de Buenos Aires |

## Listado de Campeones
Listado oficial de campeones del Torneo de la URBA.

### Temporadas regulares
| Temporada                                        | Campeón/es                   |
| ------------------------------------------------ | ---------------------------- |
| 1899                                             | Lomas Athletic               |
| 1900                                             | Buenos Aires FC              |
| 1901                                             | Buenos Aires FC              |
| 1902                                             | Buenos Aires FC              |
| 1903                                             | Buenos Aires FC              |
| 1904                                             | Buenos Aires FC              |
| 1905                                             | Atlético del Rosario         |
| 1906                                             | Atlético del Rosario         |
| 1907                                             | Belgrano Athletic            |
| 1908                                             | Buenos Aires FC              |
| 1909                                             | Buenos Aires FC              |
| 1910                                             | Belgrano Athletic            |
| 1911                                             | Belgrano Athletic            |
| 1912                                             | Belgrano Athletic            |
| 1913                                             | Lomas Athletic               |
| 1914                                             | Belgrano Athletic            |
| 1915                                             | Buenos Aires FC              |
| 1916                                             | No se disputó                |
| 1917                                             | CASI                         |
| 1918                                             | CASI                         |
| 1919                                             | No se disputó                |
| 1920                                             | CASI                         |
| 1921                                             | CASI – Belgrano Athletic     |
| 1922                                             | CASI                         |
| 1923                                             | CASI                         |
| 1924                                             | CASI                         |
| 1925                                             | CASI                         |
| 1926                                             | CASI                         |
| 1927                                             | CASI                         |
| 1928                                             | CASI                         |
| 1929                                             | CASI                         |
| 1930                                             | CASI                         |
| 1931                                             | CUBA                         |
| 1932                                             | GEBA                         |
| 1933                                             | CASI                         |
| 1934                                             | CASI                         |
| 1935                                             | Atlético del Rosario         |
| 1936                                             | Belgrano Athletic            |
| 1937                                             | Old Georgian                 |
| 1938                                             | Old Georgian                 |
| 1939                                             | Old Georgian – GEBA - SIC    |
| 1940                                             | Belgrano Athletic – Olivos   |
| 1941                                             | SIC                          |
| 1942                                             | CUBA                         |
| 1943                                             | CASI                         |
| 1944                                             | CUBA                         |
| 1945                                             | CUBA                         |
| 1946                                             | Pucará                       |
| 1947                                             | CUBA                         |
| 1948                                             | SIC                          |
| 1949                                             | CASI – CUBA                  |
| 1950                                             | CUBA – Pucará                |
| 1951                                             | CUBA                         |
| 1952                                             | CUBA                         |
| 1953                                             | Obras Sanitarias             |
| 1954                                             | CASI                         |
| 1955                                             | CASI                         |
| 1956                                             | CASI                         |
| 1957                                             | CASI                         |
| 1958                                             | Buenos Aires CRC             |
| 1959                                             | Buenos Aires CRC             |
| 1960                                             | CASI                         |
| 1961                                             | CASI                         |
| 1962                                             | CASI                         |
| 1963                                             | Belgrano Athletic            |
| 1964                                             | CASI                         |
| 1965                                             | CUBA                         |
| 1966                                             | Belgrano Athletic            |
| 1967                                             | Belgrano Athletic - CASI     |
| 1968                                             | Belgrano Athletic – CUBA     |
| 1969                                             | San Carlos Club              |
| 1970                                             | CUBA – SIC                   |
| 1971                                             | SIC                          |
| 1972                                             | SIC                          |
| 1973                                             | SIC                          |
| 1974                                             | CASI                         |
| 1975                                             | CASI                         |
| 1976                                             | CASI                         |
| 1977                                             | SIC                          |
| 1978                                             | SIC                          |
| 1979                                             | SIC                          |
| 1980                                             | SIC                          |
| 1981                                             | CASI                         |
| 1982                                             | CASI                         |
| 1983                                             | SIC                          |
| 1984                                             | SIC                          |
| 1985                                             | CASI                         |
| 1986                                             | SIC – Banco de la Nación     |
| 1987                                             | SIC                          |
| 1988                                             | SIC                          |
| 1989                                             | San Carlos Club - CUBA       |
| 1990                                             | Alumni                       |
| 1991                                             | Alumni                       |
| 1992                                             | Alumni                       |
| 1993                                             | SIC                          |
| 1994                                             | SIC                          |
| 1995                                             | La Plata                     |
| Comienzo de campeonatos gestionados por la URBA. |                              |
| 1996                                             | Hindú – Atlético del Rosario |
| 1997                                             | SIC                          |

1. 1 2 3 4 5 6 7 8 9 10 11  Campeonato compartido.

### Temporadas con finales
| Temporada | Campeón              | Resultado  | Finalista            | Semifinalistas                |
| --------- | -------------------- | ---------- | -------------------- | ----------------------------- |
| 1998      | Hindú                | 38 – 12    | SIC                  | La Plata Atlético del Rosario |
| 1999      | SIC                  | 14 – 9     | Atlético del Rosario | CUBA Hindú                    |
| 2000      | Atlético del Rosario | 35 – 32    | CASI                 | San Luis CUBA                 |
| 2001      | Alumni               | Alumni     | Alumni               | Alumni                        |
| 2002      | SIC                  | 16 – 10    | Regatas              | Los Tilos Hindú               |
| 2003      | SIC                  | 20 – 9     | CASI                 | Hindú Alumni                  |
| 2004      | SIC                  | 36 – 16    | Alumni               | Hindú Newman                  |
| 2005      | CASI                 | 18 – 17    | SIC                  | Hindú Alumni                  |
| 2006      | Hindú                | 20 – 5     | Alumni               | SIC CUBA                      |
| 2007      | Hindú                | 9 – 6      | Alumni               | CUBA La Plata                 |
| 2008      | Hindú                | 22 - 10    | Newman               | CASI SIC                      |
| 2009      | Hindú                | 31 - 22    | CASI                 | La Plata Alumni               |
| 2010      | SIC                  | 30 - 22    | La Plata             | Belgrano Athletic Hindú       |
| 2011      | SIC                  | 14 - 11    | Alumni               | Pucará San Luis               |
| 2012      | Hindú                | 15 - 9     | La Plata             | Newman SIC                    |
| 2013      | CUBA                 | 11 - 9     | Hindú                | Newman SIC                    |
| 2014      | Hindú                | 27 - 19    | CUBA                 | La Plata Belgrano Athletic    |
| 2015      | Hindú                | 24 - 0     | CUBA                 | Newman Belgrano Athletic      |
| 2016      | Belgrano Athletic    | 25 - 10    | Hindú                | Newman San Luis               |
| 2017      | Hindú                | 27 - 20    | Alumni               | Pucará SIC                    |
| 2018      | Alumni               | 26 - 17    | Hindú                | San Luis Belgrano Athletic    |
| 2019      | SIC                  | 22 - 19    | Belgrano Athletic    | Hindú Pucará                  |
| 2021      | CUBA                 | 10 - 9     | SIC                  | Newman Hindú                  |
| 2022      | Hindú                | 30 - 25    | SIC                  | Newman CUBA                   |
| 2023      | SIC                  | 15 - 12    | Alumni               | Newman Hindú                  |
| 2024      | Alumni               | 20 - 17    | Belgrano Athletic    | Newman SIC                    |
| 2025      | En disputa           | En disputa | En disputa           | En disputa                    |

1. ↑  No se disputó final. Fue una temporada regular.

## Palmarés
| Equipo               | Títulos | Temporadas ganadas |
| -------------------- | ------- | --- |
| CASI                 | 33      | 1917, 1918, 1920, 1921, 1922, 1923, 1924, 1925, 1926, 1927, 1928, 1929, 1930, 1933, 1934, 1943, 1949, 1954, 1955, 1956, 1957, 1960, 1961, 1962, 1964, 1967, 1974, 1975, 1976, 1981, 1982, 1985, 2005 |
| SIC                  | 27      | 1939, 1941, 1948, 1970, 1971, 1972, 1973, 1977, 1978, 1979, 1980, 1983, 1984, 1986, 1987, 1988, 1993, 1994, 1997, 1999, 2002, 2003, 2004, 2010, 2011, 2019, 2023                                     |
| CUBA                 | 15      | 1931, 1942, 1944, 1945, 1947, 1949, 1950, 1951, 1952, 1965, 1968, 1969, 1970, 2013, 2021 |
| Belgrano             | 11      | 1907, 1910, 1914, 1921, 1936, 1940, 1963, 1966, 1967, 1968, 2016 |
| Hindú                | 11      | 1996, 1998, 2006, 2007, 2008, 2009, 2012, 2014, 2015, 2017, 2022 |
| Buenos Aires         | 10      | 1900, 1901, 1902, 1903, 1904, 1908, 1909, 1915, 1958, 1959 |
| Alumni               | 7       | 1989, 1990, 1991, 1992, 2001, 2018, 2024 |
| Atlético del Rosario | 5       | 1905, 1906, 1935, 1996, 2000 |
| Gimnasia y Esgrima   | 4       | 1911, 1912, 1932, 1939 |
| Old Georgian         | 3       | 1937, 1938, 1939 |
| Lomas                | 2       | 1899, 1913 |
| Pucará               | 2       | 1946, 1950 |
| Banco Nación         | 2       | 1986, 1989 |
| Olivos               | 1       | 1940 |
| Obras                | 1       | 1953 |
| La Plata             | 1       | 1995 |

## Presencias (desde 1996)

### Participaciones en Top 14 o Top 12
En negrita clubes participantes en 2025.
| Equipo               | Part | Temporadas jugadas |
| -------------------- | ---- | --- |
| Hindú                | 28   | 1996, 1997, 1998, 1999, 2000, 2001, 2002, 2003, 2004, 2005, 2006, 2007, 2008, 2009, 2010, 2011, 2012, 2013, 2014, 2015, 2016, 2017, 2018, 2019, 2021, 2022, 2023, 2024. |
| CASI                 | 28   | 1996, 1997, 1998, 1999, 2000, 2001, 2002, 2003, 2004, 2005, 2006, 2007, 2008, 2009, 2010, 2011, 2012, 2013, 2014, 2015, 2016, 2017, 2018, 2019, 2021, 2022, 2023, 2024. |
| SIC                  | 28   | 1996, 1997, 1998, 1999, 2000, 2001, 2002, 2003, 2004, 2005, 2006, 2007, 2008, 2009, 2010, 2011, 2012, 2013, 2014, 2015, 2016, 2017, 2018, 2019, 2021, 2022, 2023, 2024. |
| Alumni               | 28   | 1996, 1997, 1998, 1999, 2000, 2001, 2002, 2003, 2004, 2005, 2006, 2007, 2008, 2009, 2010, 2011, 2012, 2013, 2014, 2015, 2016, 2017, 2018, 2019, 2021, 2022, 2023, 2024. |
| Newman               | 26   | 1997, 1998, 1999, 2000, 2002, 2003, 2004, 2005, 2006, 2007, 2008, 2009, 2010, 2011, 2012, 2013, 2014, 2015, 2016, 2017, 2018, 2019, 2021, 2022, 2023, 2024.             |
| La Plata             | 24   | 1996, 1997, 1998, 1999, 2000, 2001, 2002, 2004, 2005, 2006, 2007, 2008, 2009, 2010, 2011, 2012, 2013, 2014, 2015, 2016, 2017, 2019, 2023.                               |
| San Luis             | 24   | 1997, 1998, 1999, 2000, 2001, 2002, 2004, 2005, 2006, 2008, 2010, 2011, 2012, 2013, 2014, 2015, 2016, 2017, 2018, 2019, 2021, 2022, 2023, 2024.                         |
| Atlético del Rosario | 23   | 1996, 1997, 1998, 1999, 2000, 2001, 2002, 2003, 2005, 2006, 2009, 2010, 2011, 2012, 2013, 2014, 2015, 2016, 2017, 2019, 2022, 2023, 2024.                               |
| CUBA                 | 22   | 1997, 1998, 1999, 2000, 2003, 2004, 2006, 2007, 2008, 2009, 2012, 2013, 2014, 2015, 2016, 2017, 2018, 2019, 2021, 2022, 2023, 2024.                                     |
| Pucará               | 21   | 1998, 2000, 2001, 2003, 2004, 2005, 2007, 2008, 2009, 2010, 2011, 2012, 2014, 2015, 2016, 2017, 2018, 2019, 2021, 2022, 2023.                                           |
| Regatas              | 21   | 1996, 1997, 1998, 1999, 2000, 2001, 2002, 2003, 2004, 2007, 2008, 2013, 2014, 2015, 2016, 2017, 2018, 2019, 2021, 2022, 2024.                                           |
| Belgrano Athletic    | 20   | 1996, 1997, 2002, 2006, 2008, 2009, 2010, 2011, 2012, 2013, 2014, 2015, 2016, 2017, 2018, 2019, 2021, 2022, 2023, 2024.                                                 |
| Champagnat           | 12   | 1997, 1998, 2000, 2001, 2002, 2003, 2004, 2008, 2009, 2010, 2011, 2024.                                                                                                 |
| Olivos               | 12   | 1996, 1997, 1998, 1999, 2001, 2002, 2003, 2004, 2005, 2007, 2010, 2011.                                                                                                 |
| Los Tilos            | 12   | 1998, 1999, 2000, 2001, 2002, 2003, 2004, 2006, 2012, 2016, 2021, 2022.                                                                                                 |
| San Cirano           | 11   | 1997, 1998, 1999, 2000, 2001, 2002, 2003, 2006, 2007, 2008, 2012. |
| Lomas Athletic       | 10   | 2005, 2006, 2008, 2009, 2010, 2012, 2013, 2014, 2015, 2018. |
| Pueyrredón           | 8    | 1997, 1998, 2001, 2004, 2005, 2007, 2014, 2015. |
| San Martín           | 5    | 1996, 1997, 2009, 2011, 2018. |
| Buenos Aires CRC     | 4    | 2021, 2022, 2023, 2024. |
| Banco de la Nación   | 4    | 1999, 2000, 2006, 2007. |
| Manuel Belgrano      | 3    | 2007, 2010, 2013. |
| San Fernando         | 3    | 2003, 2005, 2009. |
| Los Matreros         | 2    | 1996, 1997. |
| Gimnasia y Esgrima   | 2    | 1999, 2000. |
| San Albano           | 2    | 2005, 2011. |
| Hurling              | 1    | 2000. |
| Liceo Naval          | 1    | 2013. |
| Mariano Moreno       | 1    | 2016. |